# Migração sazonal
As migrações sazonais são aquelas feitas por pessoas ou animais devido as estações do ano. Os trabalhadores migram para outros locais com a intenção de plantar produtos (que não poderiam ser cultivados no lugar anterior por causa do clima em determinadas estações). Na Holanda, ocorre muito do Nordeste para o Sul. Sazonal vem de sazao, o mesmo que estação.[carece de fontes?]